# Kurt Lüscher
Kurt Karl Lüscher (* 6. Juli 1935 in Luzern) ist ein Schweizer Soziologe. Der emeritierte Ordinarius für Soziologie an der Universität Konstanz ist durch seine Arbeiten zur Soziologie der Familie und der Familienpolitik, des Kindes, der Generationenbeziehungen und durch eine Theorie der Ambivalenz hervorgetreten.

## Leben
Kurt Lüscher wuchs in Luzern auf, besuchte dort die Primar- und Sekundarschulen und anschliessend das Lehrerseminar. 1955/56 war er in Aesch (BL) und Basel als Primarlehrer tätig. 1957 übernahm er die Stelle des Jugendsekretärs beim Sekretariat der Auslandschweizerorganisation (ASO). Parallel zu dieser Tätigkeit studierte er Nationalökonomie an der Universität Bern und promovierte 1964 im Nebenfach Soziologie bei Richard F. Behrendt mit der Arbeit Der Beruf des Gymnasiallehrers. In seiner 1968 vorgelegten Habilitationsschrift bearbeitete er das Thema Der Prozess der beruflichen Sozialisation.
Wichtige Impulse für seine wissenschaftliche Orientierung erhielt er 1964/65 als «visiting scholar» an der Columbia University (New York), insbesondere durch Robert K. Merton, sowie anschliessend durch den Entwicklungspsychologen Urie Bronfenbrenner (Cornell University), mit dem er in der Folge lange Jahre zusammenarbeitete. 1968 wurde er zum Extraordinarius für Soziologie an der Universität Bern ernannt. Im folgenden Jahr war er Visiting Associate Professor an der University of North Carolina. 1970 erhielt er den Ruf auf einen Lehrstuhl für Soziologie an der 1966 gegründeten Universität Konstanz.

## Werk und Wirkung
Neben der allgemeinen Soziologie bearbeitete er Themen in der Bildungs- und Mediensoziologie, der Sozialisationsforschung, zur gesellschaftlichen Rolle des Kindes und zur Lebenssituation junger Familien, darunter auch in internationalen Forschungsverbunden. 1989 wurde er Leiter eines vom Land Baden-Württemberg eingerichteten Forschungsschwerpunkts Gesellschaft und Familien. In diesem Rahmen führte er Projekte in den Arbeitsfeldern Familie, Familienpolitik und Generationenbeziehungen durch. Er war langjähriges Mitglied des Wissenschaftlichen Beirats beim Deutschen Familienministerium sowie in familienpolitischen Gremien der Schweiz.
Nach seiner Emeritierung im Jahr 2000 führte er Projekte im Rahmen des Konstanzer Exzellenzclusters 16 Kulturelle Grundlagen von Integration durch und wurde 2020 Mitglied des dortigen Zentrums für kulturwissenschaftliche Forschung. Er war in der Erwachsenenbildung tätig, ferner als Berater der schweizerischen Bundesämter für Bildung und Wissenschaft sowie für Sozialpolitik und in der Schweizerischen Akademie für Geistes- und Sozialwissenschaften.

## Wissenschaftlicher Ansatz
In den 1990er Jahren entwickelte Lüscher im Kontext theoretischer und empirischer Arbeiten über verwandtschaftliche Generationenbeziehungen ein spezifisches Interesse an der Tragweite des Konzepts der Ambivalenz. Die damit verbundene konzeptuelle Perspektive wird der Generationenforschung rezipiert, massgeblich initiiert durch ein Diskussionsforum im Journal of Marriage and the Family (2002).
Lüscher schlägt ein elaboriertes Verständnis des Konzeptes vor, das im Kern beinhaltet: Ambivalenzen lassen sich als Erfahrungen des Fühlens, Denkens, Wollens und der Gestaltung sozialer Beziehungen verstehen, die sich aus dem Erleben in Spannungsfeldern zwischen polaren Gegensätzen oder Differenzen ergeben. Sie zeichnen sich durch eine als von ihm als Vaszilleren bezeichnete Dynamik aus, die ein Hin und Her, ein Innehalten, ein Zweifeln und Neuansetzen beinhalten kann. Die pragmatische Relevanz von Ambivalenzerfahrungen zeigt sich im Stiften von Individualität und Sozialität, mithin im Zuschreiben von Facetten individueller und kollektiver Identitäten, ebenso in der Singularität eines künstlerischen Werks. Dementsprechend kann der Umgang mit Ambivalenzen zum einen anregend und förderlich für innovative Denk- und Verhaltensweisen sowie für die Entfaltung des Einzelnen und die demokratische Organisation des menschlichen Zusammenlebens sein, zum anderen persönliches und gesellschaftliches Handeln behindern und belasten. Der Unterschied zu Ambiguität im Sinne von Mehrdeutigkeit ergibt sich aus der Fokussierung auf Dualismen und ihre Dynamik.
Die auf diese Weise begründete Definition lautet: Ambivalenzen bezeichnen in sozial- und kulturwissenschaftlicher Sicht Erfahrungen des Vaszillierens zwischen polaren Differenzen des Fühlens, Denkens, Wollens und sozialer Strukturen. Ihre pragmatische Tragweite zeigt sich in der Akzentuierung von Facetten individueller und kollektiver Identitäten und in den damit einhergehenden charakteristischen Mustern der Beziehungen von Menschen untereinander, zu kulturellen Objekten, in der Suche nach der Sinngebung von Handlungen, darauf bezogenen Entscheidungen sowie damit einhergehender Macht und Herrschaft.
Lüscher nutzte diese Sichtweise in Analysen unterschiedlicher Lebensbereiche, so der Soziologie sozialer Beziehungen und in Prozessen des Alterns, ferner in transdisziplinären Feldern der Theologie, der Literaturwissenschaften und der Musik. Die Thematik ist u. a. Gegenstand von Veranstaltungen des von ihm mitgegründeten, interdisziplinären Arbeitskreises Ambivalenz. Ferner initiierte er ein internationales Netzwerk Generationes, in dessen Rahmen ein in 17 Sprachen synchronisiertes Kompendium Generationen, Generationenbeziehungen, Generationenpolitik erarbeitet wurde.

## Publikationen (Auswahl)
Als Autor:
- 1965: Der Beruf des Gymnasiallehrers. Eine soziologische Untersuchung über den Gymnasiallehrermangel und Möglichkeiten seiner Behebung. Bern: Haupt (Dissertation).
- 1968: Der Prozess der beruflichen Sozialisation. Stuttgart: Enke (Habilitationsschrift).
- 1975: Jurisprudenz und Soziologie. Die Zusammenarbeit in einem konkreten Rechtsfall. In: Friedrich Kübler (Hrsg.): Medienwirkung und Medienverantwortung. Materialien zur interdisziplinären Medienforschung. Band 1, Baden-Baden: Nomos, S. 81–113, 145–165.
- 1976: Urie Bronfenbrenners Weg zur ökologischen Sozialforschung. Eine Einführung. In: Urie Bronfenbrenner: Ökologische Sozialisationsforschung. Stuttgart: Klett, S. 6–32.
- 1980: Medienwirkungen in sozialökologischer Sicht. Beitrag zum „Wissenschaftlichen Gespräch“ des Presse- und Informationsamtes der Bundesregierung, 18. Januar 1980. In: Arbeitsgemeinschaft für Kommunikationsforschung (Hrsg.): Mediennutzung; Medienwirkung. Berlin: Volker Spiess, S. 113–122.
- 1995: Was heißt heute Familie? Thesen zur Familienrhetorik. In: Uta Gerhardt, Stephan Hradil, Dagmar Lucke, Bernhard Nauck (Hrsg.): Familie der Zukunft. Lebensbedingungen und Lebensform. Opladen: Leske + Budrich, S. 51–65.
- 1998, mit Andreas Lange: Kinder und ihre Medienökologie. München: KoPäd.
- 2001: Soziologische Annäherungen an die Familie (= Konstanzer Universitätsreden). Konstanz: Universitätsverlag.
- 2003, mit Ludwig Liegle: Generationenbeziehungen in Familie und Gesellschaft. Konstanz: Universitätsverlag.
- 2009, mit Walter Dietrich und Christoph Müller: Ambivalenzen erkennen, aushalten und gestalten. Eine neue interdisziplinäre Perspektive für theologisches und kirchliches Arbeiten. Zürich: Theologischer Verlag Zürich (TVZ).
- 2010, mit anderen: Generationen, Generationenbeziehungen, Generationenpolitik: Ein dreisprachiges Kompendium. Bern, Schweizerische Akademie der Geistes- und Sozialwissenschaften.
- 2010: „Homo ambivalens“: Herausforderung für Psychotherapie und Gesellschaft. In: Psychotherapeut. Bd. 54, H. 2, S. 1–10.
- 2010: Ambivalenz der Generationen. Generationendialoge als Chance der Persönlichkeitsentfaltung. In: Erwachsenenbildung. Bd. 56, H. 1, S. 9–13.
- 2010: Generationenpotentiale – eine konzeptuelle Annäherung. In: Andreas Ette, Kerstin Ruckdeschel, Rainer Unger (Hrsg.): Bedingungen und Potentiale intergenerationaler Beziehungen. Würzburg: Ergon Verlag.
- 2010: Generationenpolitik – eine Perspektive. In: Kurt Lüscher, Markus Zürcher (Hrsg.): Auf dem Weg zu einer Generationenpolitik. Bern: Schweiz. Akademie der Geistes- und Sozialwissenschaften.
- 2011, mit Éric D. Widmer: Les relations intergénérationelles au prisme de l’ambivalence et des configurations familiales. In: Recherches familiales. Bd. 8, S. 49–60.
- 2011: Ambivalence: A „Sensitizing Construct“ for the Study and Practice of Intergenerational Relationships. In: Journal of Intergenerational Relationships. Bd. 9, S. 191–206.
- 2011: Ambivalenz weiterschreiben. In: Forum der Psychoanalyse. Zeitschrift für klinische Theorie und Praxis. Bd. 27, H. 4, S. 373–393.
- 2012: Familie heute: Mannigfaltige Praxis und Ambivalenz. In: Familiendynamik. Bd. 37, H. 3, S. 212–223.
- 2016: Ambivalenz – ein Schlüsselbegriff der Gerontologie? Elemente einer Heuristik am Beispiel der Identitätsbildung im Alter. Zeitschrift für Gerontologie und Geriatrie (ZfGG) 49(3), S. 3–9.
- 2016: Sozialisation und Ambivalenzen. Bausteine eines Vademekums. ZSE 36. Jg., Heft 2: S. 116–138.
- 2018: Ambivalenzen des Organisierens und Führens. Vorschlag einer Heuristik. In : Geramanis, Olaf, Hutmacher, Stefan (Hrsg.): Identität in der modernen Arbeitswelt. Neue Konzepte für Zugehörigkeit, Zusammenarbeit und Führung. Berlin: Springer Gabler 2018, S. 33–48.
- 2021: Ambivalenzen – Beziehungen – Identitäten. Skizze einer transdisziplinären Heuristik. In: Verena Krieger et al. (Hrsg.). Ambige Verhältnisse: Uneindeutigkeiten in Kunst, Politik und Alltag. Hrsg.: Bielefeld: transcript S. 127–150
- 2022: Die ambivalente Unergründlichkeit von Familie. Ein Beitrag zum transdisziplinären Diskurs in wissenssoziologischer Perspektive: Internationale Zeitschrift für Kulturkomparatistik. Themenheft: Familien in der Schweiz.
- 2023: Ambivalenzen: ein verdeckter Schlüsselbegriff medizinischen und pflegerischen Handelns? Swiss Medical Forum 23(40) S. 1342–1345.
- 2025: Heute Familie definieren? Reproduktive Assistenzen provozieren Ambivalenzen. In: Familiendynamik 50, 3/2025 S. 250–263.

Als Herausgeber:
- 1979: Sozialpolitik für das Kind. Stuttgart: Klett-Cotta.
- 1988: mit Franz Schultheis und Michael Wehrspaun: Die „postmoderne“ Familie. Familiale Strategien und Familienpolitik in einer Übergangszeit (= Konstanzer Beiträge zur sozialwissenschaftlichen Forschung. Bd. 3). Konstanz: Universitätsverlag.
- 1993: mit Franz Schultheis: Generationenbeziehungen in „postmodernen“ Gesellschaften. Konstanz: Universitätsverlag.
- 1995: mit Phyllis Moen und Glen H. Elder: Examining Lives in Context. Perspectives on the Ecology of Human Development. Washington: APA.
- 1999: mit Felix Thürlemann: Die Kunst am Bau der Universität Konstanz. Ein Bildführer. Konstanz: Universitätsverlag.
- 2004: mit Karl Pillemer: Intergenerational Ambivalences. New Perspectives on Parent-Child Relations in Later Life. Amsterdam u. a.: Elsevier.
- 2018 mit Reto Sorg, Bernd Stiegler, Peter Stocker: Robert Walsers Ambivalenzen. München: Brill